# Frères Mazzetti
Pour les articles homonymes, voir Mazzetti.
Bernard-Virgile Mazzetti (1706-1785) et Jacques-Antoine Mazzetti (1719 ?-1781), sont des sculpteurs  originaires de Cevio en Suisse italienne, installés en Avignon.

## Patronyme
Très présents dans l'art chrétien landais du XVIIIe siècle, on trouve, selon les sources, différentes formes au patronyme des deux frères : Mazzetti, Mazetti, Mazeti, Mazetty, Mazety. On trouve encore : « Mazetti, ou : Mazety (marbrier, restaurateur) ».

## Réalisations
- Les retables en marbre du chœur et du bas-côté de l'église Sainte-Quitterie d'Aire-sur-l'Adour[4].
- Le maître-autel de l'église de la Madeleine de Mont-de-Marsan[5].
- Le maître-autel et l'autel de la Vierge en marbre polychrome de la cathédrale Notre-Dame de Dax[6].
- L'autel en marbre de l'église d'Orthevielle[7].
- L'autel de la chapelle du Saint-Clou dans la cathédrale Saint-Siffrein de Carpentras.
- Le maître-autel de la chapelle des Pénitents Noirs d'Avignon.
- Le maître-autel de l'abbaye Saint-Jean de Sorde[8].
- Le maître-autel de l'église Saint-Martin de Pouillon[9].
- Le maître autel en marbre polychrome de l'église paroissiale de Saint-Pierre-du-Mont[10].
- Le maître-autel de l'église Saint-Martin de Caupenne réalisé en 1770[11].
- Le maître-autel de l'église de Laurède[12].
- Le maître-autel de l'église Saint-Jean-Baptiste de Brocas[13].
- La maître-autel de l'église Saint-Martin de Commensacq, etc.[14].

## Galerie

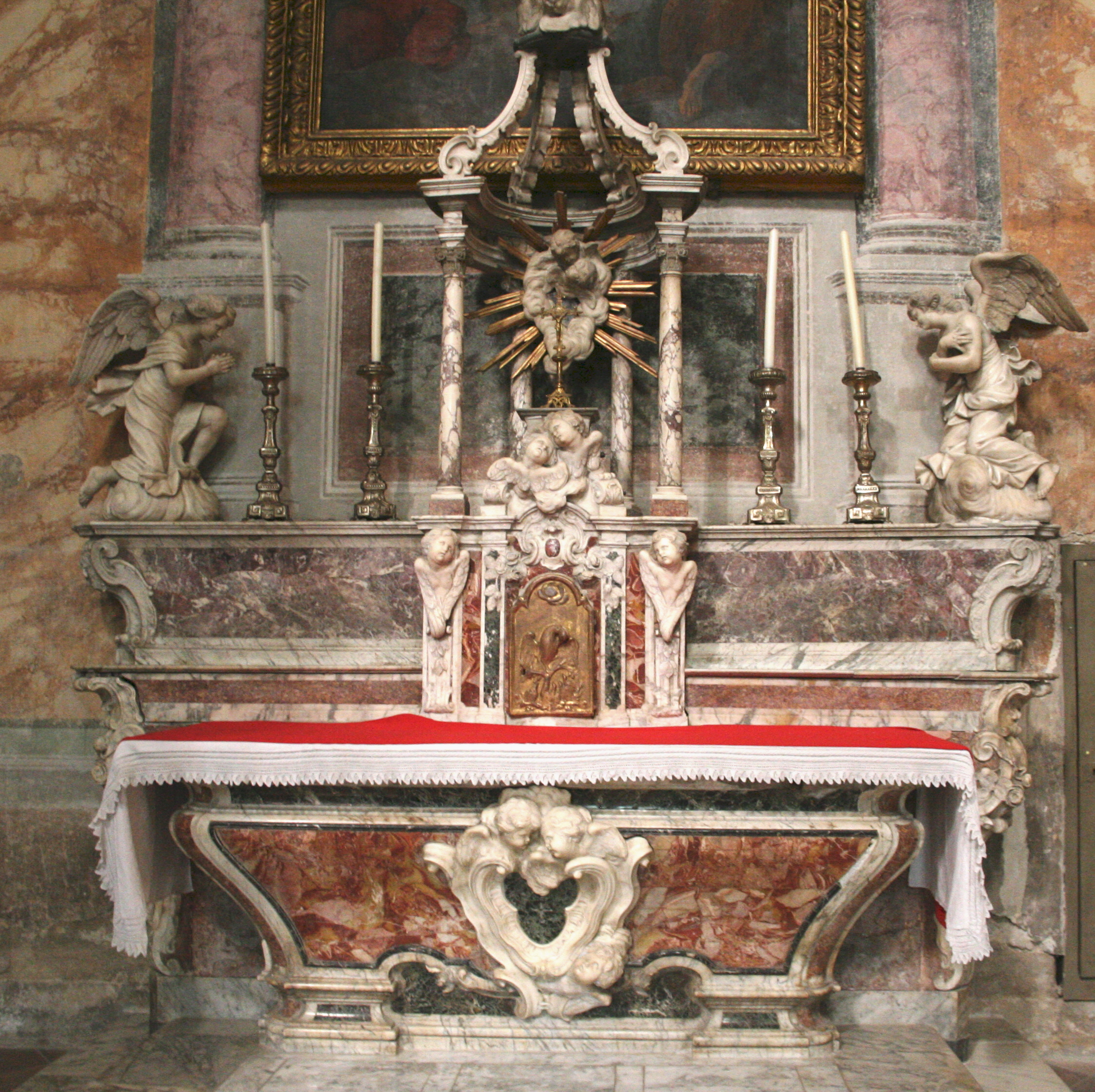
Chapelle du Saint-Clou, cathédrale Saint-Siffrein à Carpentras.
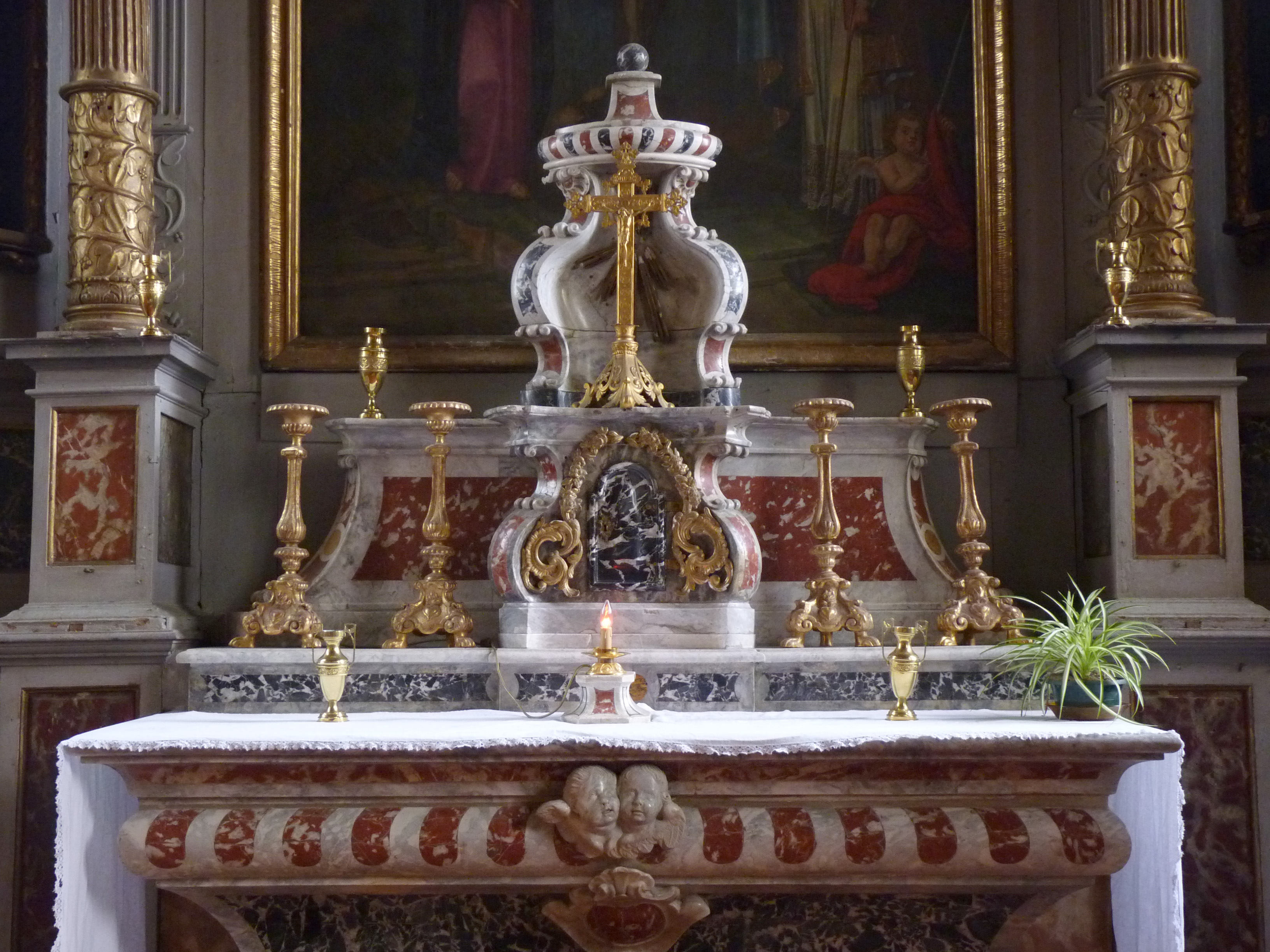
Maître-autel de Caupenne.
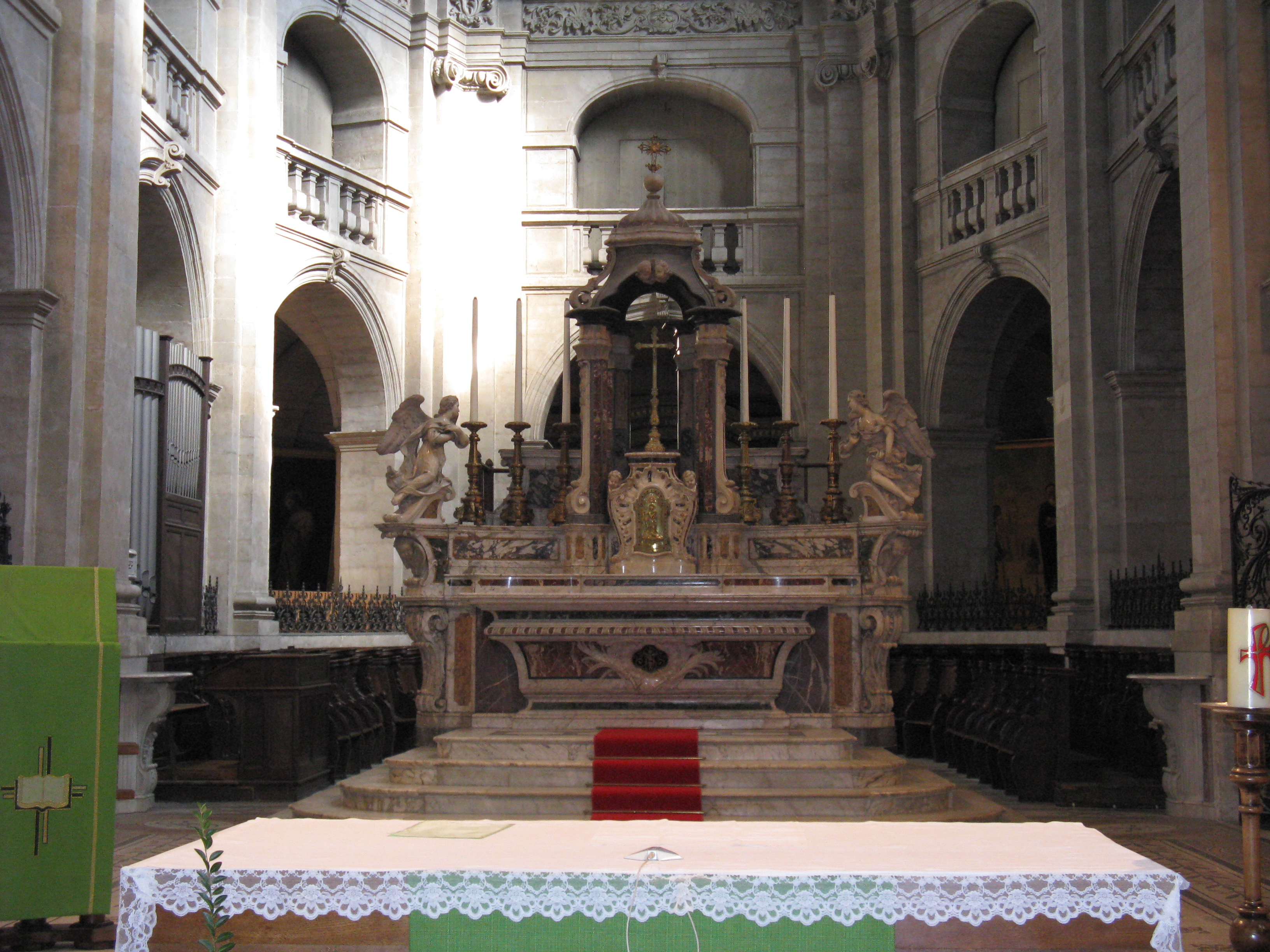
Maître-autel de Dax.
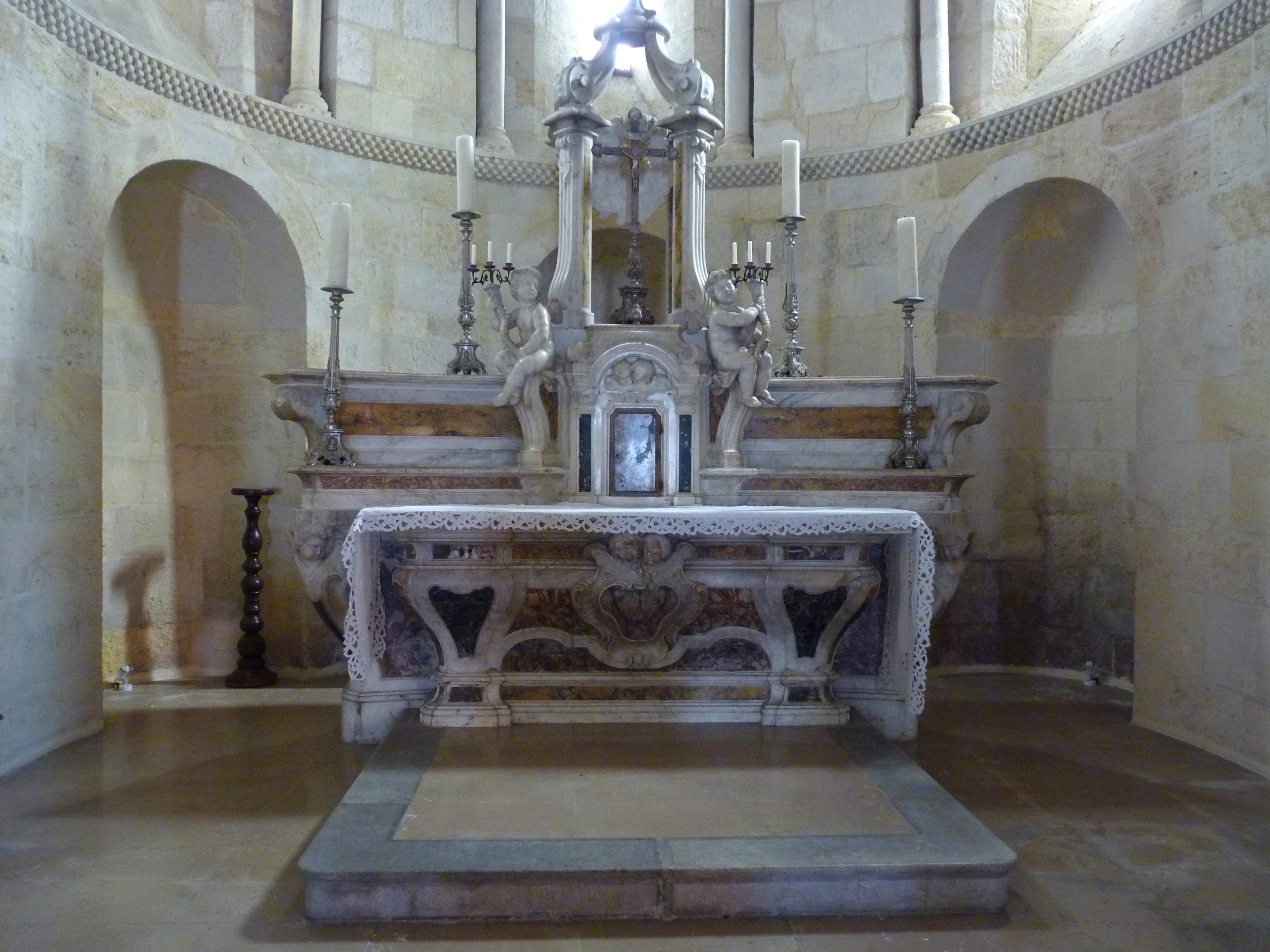
Maître-autel de Pouillon.
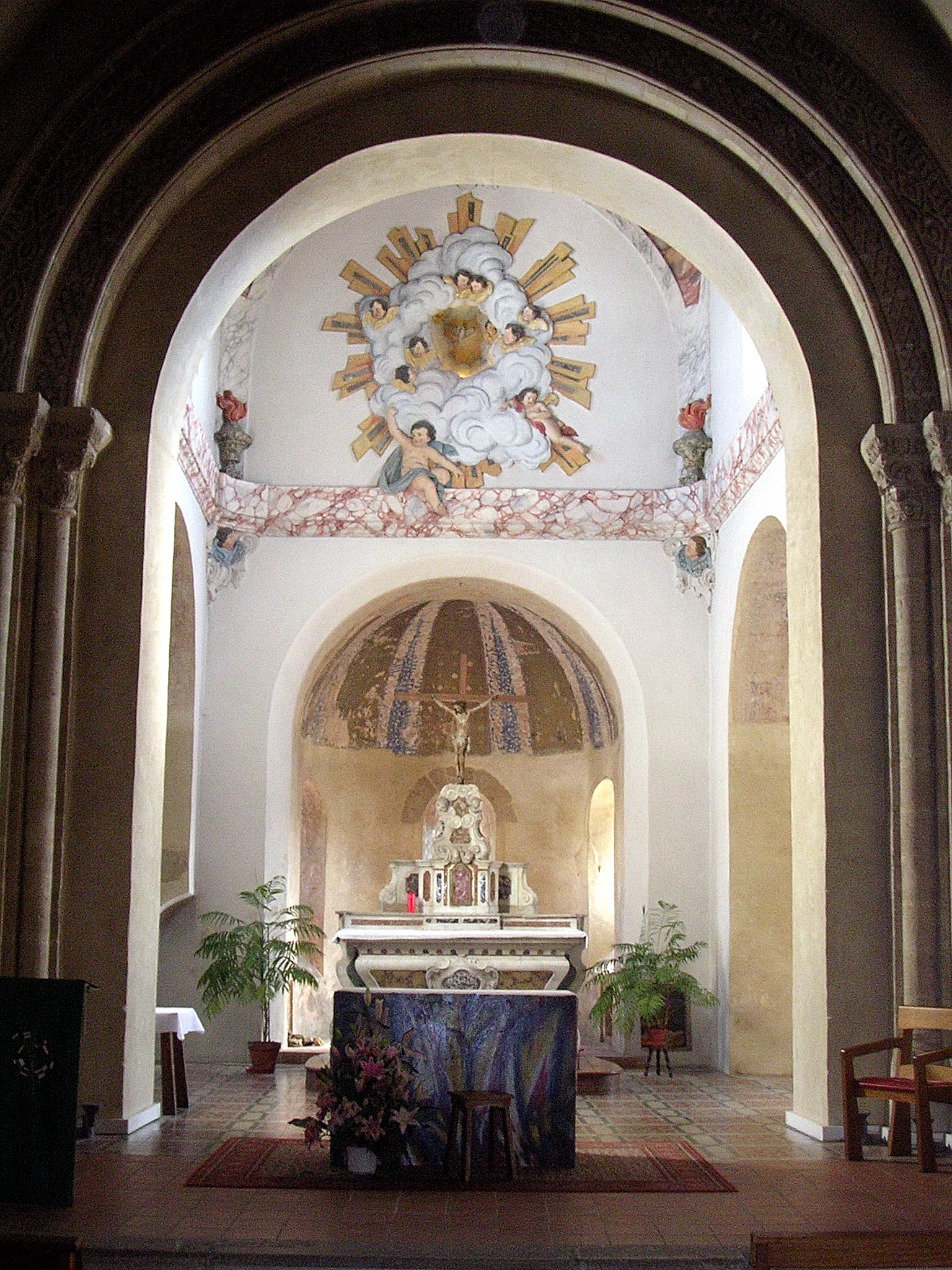
Maître-autel de Saint-Pierre-du-Mont.
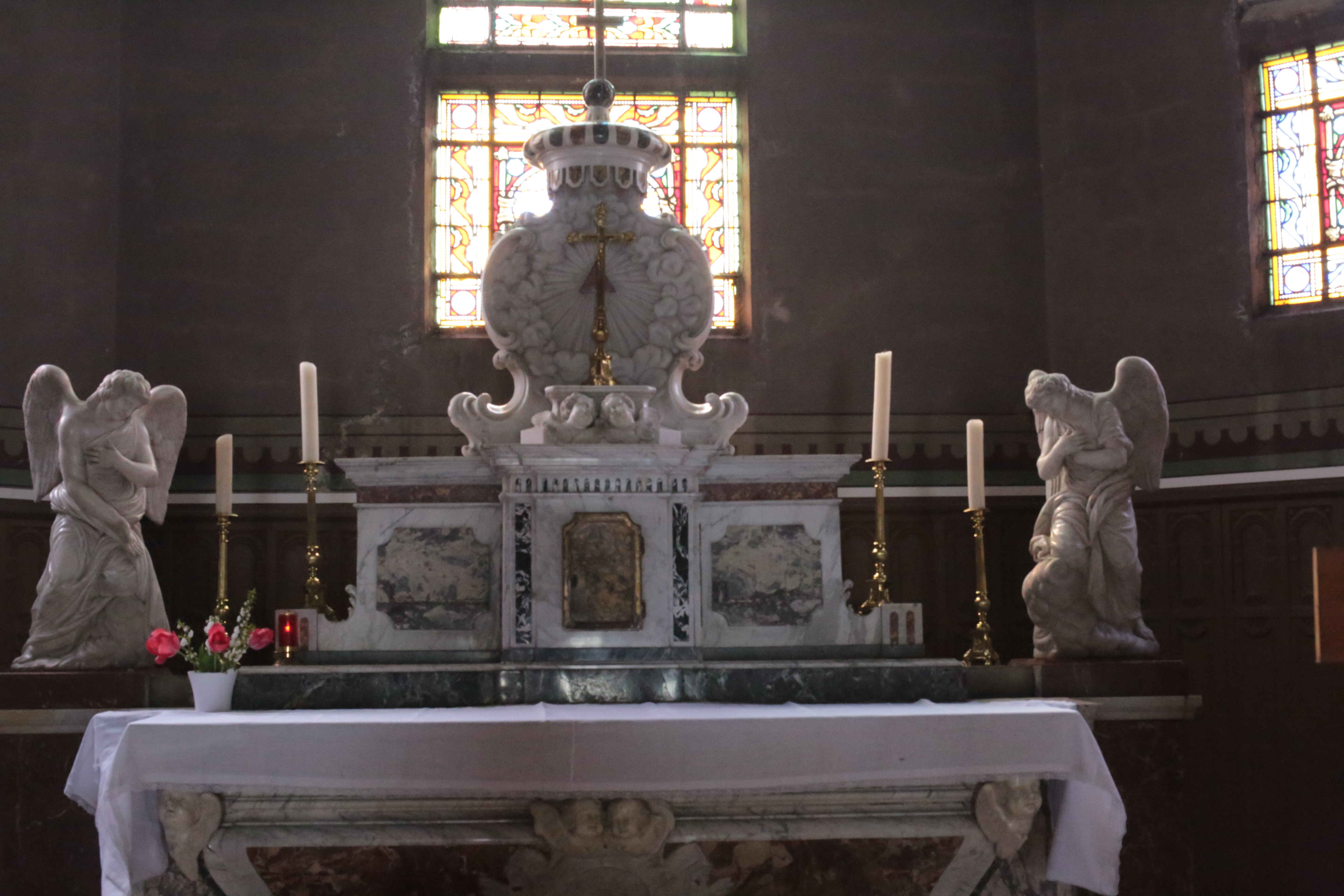
Maître-autel de Brocas.
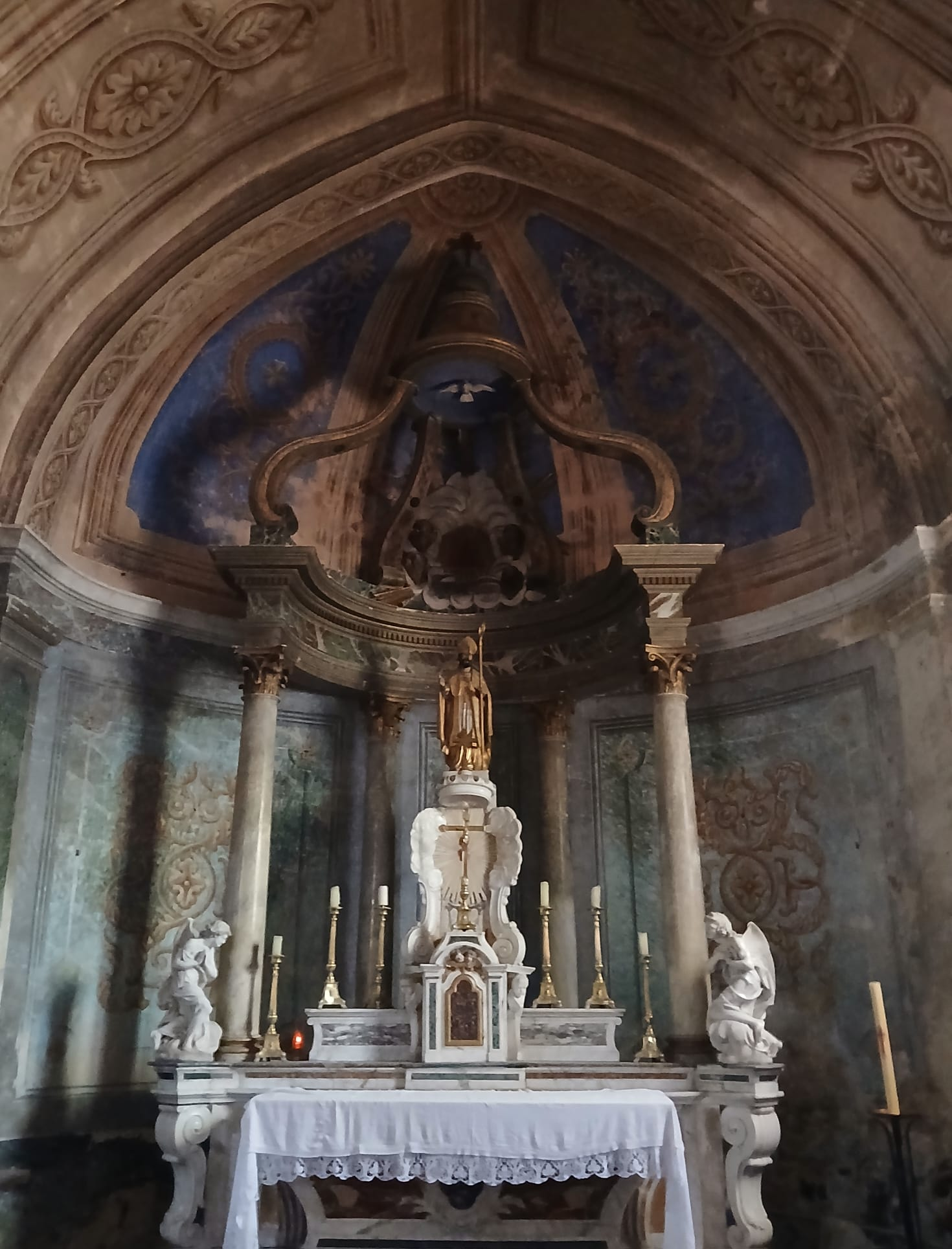
Maître-autel de Commensacq.